# Michael Bridges
Michael Bridges, född 5 augusti 1978 i North Shields, är en engelsk före detta fotbollsspelare (anfallare).

## Karriär
Bridges slog igenom under andra halvan av 1990-talet för moderklubben Sunderland och Leeds United där han säsongen 1999/2000 gjorde 18 mål i Premier League. I en match mot Besiktas i Champions League säsongen 2000/2001 drog Bridges på sig en allvarlig skada som gjorde att han under de nästkommande fyra åren bara kunde spela tio matcher.